# Gus Bodnar
August „Gus“ Bodnar (* 24. April 1923 in Fort William, Ontario; † 1. Juli 2005 in Oshawa, Ontario) war ein kanadischer Eishockeyspieler und -trainer. In seiner aktiven Zeit spielte er von 1943 bis 1955 für die Toronto Maple Leafs, Chicago Black Hawks und Boston Bruins in der National Hockey League.

## Karriere
Gus Bodnar spielte zunächst Eishockey in seiner Geburtsstadt bei den Fort William Rangers, bevor er ab 1943 bei den Toronto Maple Leafs, für die er in der Saison 1943/44 sein Debüt in der National Hockey League gab, aktiv war. In seinem ersten NHL-Spiel am 30. Oktober 1943 erzielte er nach 15 Sekunden sein erstes Tor, als der Stürmer Ken McAuley, den Torwart der New York Rangers, überwand. Dadurch stellte er den Rekord für den schnellsten Torerfolg eines Rookie auf. Seine Debütsaison beendete Bodnar mit 22 Toren, 40 Torvorlagen und 62 Punkten. Dies bedeutete damals einen Punkterekord für einen Neuling. Im Anschluss an diese Spielzeit wurde der Angreifer mit der Calder Memorial Trophy als bester Rookie ausgezeichnet, nachdem er sich in der Wahl gegen Bill Durnan von den Montréal Canadiens durchgesetzt hatte. Es gelang ihm jedoch nicht an sein hohes Niveau aus seiner Debütsaison anzuknüpfen und der Kanadier erzielte stets weniger als 50 Punkte pro Spielzeit. In Toronto spielte er meist in einer Reihe gemeinsam mit Bud Poile und Gaye Stewart.
Mit den Maple Leafs, für die er insgesamt vier Jahre lang aktiv war, gewann Bodnar 1945 und 1947 jeweils den Stanley Cup. Im November 1947 wurde Bodnar von den Toronto an die Chicago Black Hawks abgegeben, bei denen der Kanadier die folgenden sieben Spielzeiten unter Vertrag stand. Ein Höhepunkt seines Engagements in Chicago war die Begegnung am 23. März 1952 gegen die New York Rangers, als Bodnar innerhalb von 21 Sekunden drei Torvorlagen verbuchte und mit diesen seinem Mannschaftskamerad Bill Mosienko zum Hattrick verhalf. Während der Saison 1953/54 wurde er zu den Boston Bruins transferiert, bei denen er 1955 seine aktive Karriere beendete.
Nach seinem Karriereende trainierte Bodnar zunächst in der Saison 1956/57 die Brampton Regents aus der Juniorenliga MJBHL, ehe er ebenfalls für jeweils eine Spielzeit 1960/61 die St. Catharines Teepees und 1965/66 die Toronto Marlboros aus der Ontario Hockey Association als Cheftrainer betreute. Nach einem Engagement bei den Salt Lake Golden Eagles aus der Western Hockey League im Spieljahr 1970/71 zog es Bodnar zurück in die OHA, wo er von 1971 bis 1976 die Oshawa Generals betreute.

## Erfolge und Auszeichnungen
- 1944 Calder Memorial Trophy
- 1945 Stanley-Cup-Gewinn mit den Toronto Maple Leafs
- 1947 Stanley-Cup-Gewinn mit den Toronto Maple Leafs
- 1951 Teilnahme am NHL All-Star Game
- 1972 Matt Leyden Trophy